# Tate St Ives
Tate St Ives – galeria sztuki współczesnej należąca do sieci galerii Tate (razem z Tate Britain, Tate Modern i Tate Liverpool). Mieści się w St Ives w Kornwalii. Została otwarta w 1993 roku. Prezentuje przede wszystkim dzieła, które są w jakiś sposób powiązane z Kornwalią. Budynek galerii został zaprojektowany przez Eldred Evans and Davida Shalev. Częścią galerii jest także Muzeum Barbara Hepworth.